# 张文阁
張文閣，男，中国共产党和中华人民共和国军事、政治人物，武警少將警衔，中国共产党黨员。
歷任甘肅省武警總隊司令員、吉林省武警总队副司令员兼参谋长等职。